# Polyporandra
Polyporandra é um género monotípico de plantas  pertencente à família Icacinaceae. Sua única espécie: Polyporandra scandens Becc., é originária da Papua-Nova Guiné. O género foi descrito por Odoardo Beccari e publicado em  Malesia Raccolta 1: 125 em 1877.